# Nowodmitrijewskaja
Nowodmitrijewskaja (ros. Новодмитриевская) – stanica w Rosji, w Kraju Krasnodarskim, w rejonie siewierskim. W 2010 liczyła 5244 mieszkańców.